# Paulo Assunção

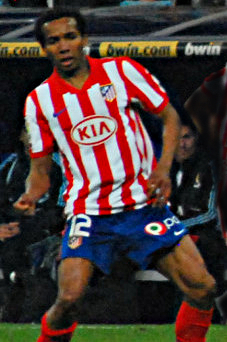

Paulo Assunção da Silva (Várzea Grande, 25 januari 1980) is een Braziliaans voetballer. Hij speelt sinds 7 januari 2013 als verdedigende middenvelder bij Deportivo de La Coruña.
Assunção begon als profvoetballer in zijn geboorteland bij SE Palmeiras (2000). In 2000 werd hij gecontracteerd door het Portugese FC Porto voor het tweede elftal. Na één seizoen keerde Assunção terug naar Brazilië om voor SE Palmeiras te gaan spelen. Via CD Nacional (2002-2004) en AEK Athene (2004-2005) kwam hij uiteindelijk in 2005 weer terug bij FC Porto. Met deze club won de middenvelder drie Portugese landstitels (2006, 2007, 2008) en de Taça de Portugal (2006). Assunção maakte in de zomer van 2008 gebruik van de Webster-regeling die inhoudt dat een speler na zijn 27e kan vertrekken bij een club als hij drie jaar is uitgekomen voor die club en mits hij naar het buitenland vertrekt. Hij kocht zijn contract af voor 600.000 euro en tekent voor het Spaanse Atlético Madrid.

## Erelijst
Atlético Madrid
- UEFA Europa League

2010, 2012
- UEFA Super Cup

2010
1 Parreño ·
4 Martinez ·
5 Barcia ·
6 Petxarroman ·
7 Pérez  ·
8 Villares ·
9 Barbero · 
10 Hernández ·
11 Álvarez ·
12 Mfulu ·
13 Puerto ·
14 Herrera ·
15 Vázquez ·
16 Gauto ·
17 Mella ·
18 Escudero ·
19 Sánchez ·
20 Ángel ·
21 Soriano ·
22 Rama ·
23 Navarro ·
24 Bouldini ·
25 Leite ·
28 Patino ·
33 Obrador ·
Coach: Idiakez